# Erastria olenusaria
Erastria olenusaria là một loài bướm đêm trong họ Geometridae.